# Julian Sands

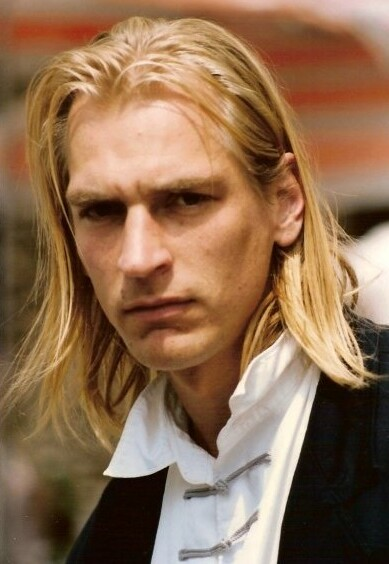
Julian Sands, 1990.

Julian Sands, född 4 januari 1958 i Otley i West Yorkshire, försvunnen 13 januari 2023 i närheten av Mount Baldy i San Gabriel Mountains, Kalifornien, hittad död den 24 juni 2023, var en brittisk skådespelare.

## Privatliv
Mellan 1984 och 1987 var Sands gift med den brittiske journalisten och författaren Sarah Harvey. Paret hade en son tillsammans. Den 22 september 1990 gifte sig Sands med den amerikanska journalisten och författaren Evgenia Citkowitz, efter att John Malkovich presenterat dem för varandra. Tillsammans fick de två döttrar. Sands var väldigt mån om sin familj och pratade sällan om dem i intervjuer.
Från 2020 fram till sin död bodde Sands och hans familj i Los Angeles i Kalifornien.

## Död
Den 13 januari 2023, en vecka och två dygn efter sin 65-årsdag, rapporterades Sands som försvunnen i samband med en vandrings- och klättringsutflykt som han gjort nära Mount Baldy i San Gabriel Mountains i södra Kalifornien. Sökinsatsen försvårades på grund av svåra stormar i området, strax efter Sands försvinnande. Hans bil återfanns den 18 januari. Den 19 januari rapporterades det att hans tre vuxna barn deltagit i sökinsatsen. Enligt rapporter var Sands mobiltelefon påslagen till den 15 januari, då den förmodligen blivit urladdad.
Den 24 juni 2023 påträffades kvarlevor från en människa av vandrare i området där Sands försvunnit. Den 27 juni 2023 bekräftades det att kvarlevorna identifierats som Sands.

## Filmografi i urval
- 1984 – Dödens fält
- 1985 – Ett rum med utsikt
- 1989 – Warlock
- 1990 – Imse vimse spindel
- 1991 – Chopin, mon amour
- 1991 – Den nakna lunchen
- 1993 – Boxing Helena
- 1995 – Farväl Las Vegas
- 1998 – Il Fantasma dell'opera
- 2000 – Vatel
- 2002 – Skräckens hus (TV-serie)
- 2003 – The Medallion
- 2004 – Romasanta
- 2006 – 24 (TV-serie) (elva avsnitt)
- 2007 – Ocean's Thirteen
- 2007 – Ghost Whisperer (TV-serie)
- 2009 – Blood and Bone
- 2011 – The Girl with the Dragon Tattoo